# DNAポリメラーゼ
DNA ポリメラーゼ (DNA polymerase; -ポリメレース) は1本鎖の核酸を鋳型として、それに相補的な塩基配列を持つ DNA 鎖を合成する酵素の総称。一部のウイルスを除くすべての生物に幅広く存在する。DNA を鋳型としてDNA を合成する DNA 依存性 DNA ポリメラーゼ(EC 2.7.7.7)と、RNA を鋳型として DNA を合成する RNA 依存性 DNA ポリメラーゼ(EC 2.7.7.49)の、2つのタイプに分けられる。前者はDNA複製やDNA修復において中核的な役割を担う酵素である。一方後者はセントラルドグマの範疇から逸脱する位置にある酵素で、逆転写酵素やテロメラーゼを含む。

## 機能
DNAポリメラーゼは合成中のDNA鎖の3'末端の水酸基に新たなヌクレオチドを付加する活性を持ち、これによってDNA鎖は5'→3'の方向に伸長する。一からDNA合成を開始できるDNAポリメラーゼは知られておらず、ヌクレオチドを付加するためのプライマーが必要である。通常のDNA複製の際には、DNA依存性RNAポリメラーゼの一種であるDNAプライマーゼが短い RNA 鎖を合成し、これがプライマーとして用いられる。PCRの際には20塩基前後のオリゴDNAをプライマーとして用いることが多い。
全てにではないが、DNAポリメラーゼにはエラー訂正機能が備わっている場合がある。正しくない塩基対が認識されると、3'→5'エキソヌクレアーゼ活性によって1塩基が除去され、その後DNA合成が再開される。これを「校正」と呼んでいる。
DNAポリメラーゼの構造はよく保存されており、生物種による差異はあまりない。ただしある種のウイルスは、ウイルスDNAを選択的に複製するような特殊なDNAポリメラーゼを持っていることがある。またレトロウイルスはRNAからDNAを合成する逆転写酵素を持っている。
またDNAポリメラーゼは5→3エキソヌクレアーゼ活性も持っており、DNAポリメラーゼの持つ活性は、5→3ポリメラーゼ活性、
3→5エキソヌクレアーゼ活性、5→3エキソヌクレアーゼ活性の3つである。

## 必須要素
現在知られている DNA ポリメラーゼは、DNA の合成に少なくとも以下の要素を必要とする。
1. OH 基 : これは、プライマーのない DNA 合成開始が不可能であることを意味する。OH 基は通常の DNA 複製の際には RNA プライマーの 3' OH 基によって、アデノウイルスの場合には pTP タンパク質によって供給される。
2. 基質 (デオキシヌクレオチド) : これは DNA の材料として必要であるのはもちろん、次のヌクレオチドの取り込みのために 1 の制限条件である OH 基を供給するという役割もある。これを利用したのがサンガー法によるシークエンシングで、dideoxyNTP (ddNTP) が3' に OH 基を持たないため、そこで DNA の伸長が停止するというのがその原理。
3. 鋳型となる核酸 : DNAポリメラーゼによってDNA鎖が伸長する方向は5'→3' で、分解する方向は両方があり得る。(DNAse I/II, endo-/exo-nuclease)

また通常はマグネシウムイオンが必要である。

## 遺伝子ファミリー
DNAポリメラーゼは配列の類似性に基づき以下の7つのファミリーに分類されている。このうちA・B・Cは、それぞれ大腸菌のpol I・pol II・pol IIIに対応するファミリーとして設定されたものである。

### Family A
DNA複製やDNA修復に関わる酵素が含まれる。複製系の酵素としては、非常によく研究されたT7 DNAポリメラーゼや、ミトコンドリアのDNAポリメラーゼ γ がある。修復系の酵素としては、大腸菌のDNAポリメラーゼIや、Thermus aquaticusやBacillus stearothermophilusのpol Iなどがあり、 除去修復や岡崎フラグメントの処理に関わっている。

### Family B
ほとんどが複製系の酵素で、真核生物のDNAポリメラーゼα, δ, εなどを含み、それぞれ複製の開始、ラギング鎖の合成、リーディング鎖の合成をおこなう。古細菌から発見されたPol B1, Pol B3も同様の複製系酵素と考えられている。
それ以外にT4・Phi29・RB69などのファージのDNAポリメラーゼ、真核生物のζポリメラーゼも含む。このファミリーの酵素は強い3'-5'エキソヌクレアーゼ活性があり、複製が正確なことが特徴であるが、αとζに関しては例外で校正活性を持たない。

### Family C
基本的には細菌の染色体複製に関わる酵素である。大腸菌のDNAポリメラーゼIIIのαサブユニットはヌクレアーゼ活性がなく、別のαサブユニットが3'-5'エキソヌクレアーゼ活性を提供している。

### Family D
まだよく研究されていないが、古細菌の持つ複製系の酵素の一つで、主にラギング鎖の複製を行うと考えられている。大小二つのサブユニットから構成され、大サブユニット側に触媒活性を持つ。他のファミリーのDNAポリメラーゼとは配列上の相同性が認められない。かつてユーリ古細菌固有と考えられていたが、2003年にはナノ古細菌、2006年にはタウム古細菌、2008年にはコル古細菌の全ゲノムが解読され、これらの生物もFamily D持つことが明らかとなっている。ラギング鎖の複製もFamily Bで行う好熱性クレン古細菌（狭義のクレン古細菌）の方が、古細菌の中ではむしろ例外的な様である。

### Family E
古細菌クレン古細菌門Sulfolobus islandicusから発見されたポリメラーゼ。ほとんど研究が進んでいない。

### Family X
真核生物のpol β、pol σ、pol λ、pol μなど、また末端デオキシヌクレオチド転移酵素(TdT)を含む。pol βは傷害塩基を修復する塩基除去修復系において必要である。pol λとpol μはDNA二重鎖切断を修復する非相同末端結合に関わる。TdTはリンパ組織におけるVDJ組換の際に数塩基を追加して免疫学的多様性を増大させるのに関わっている。出芽酵母の唯一のfamily XポリメラーゼであるPol4もまた、非相同末端結合に関わっている。真核生物の PolX は 3'-5' エキソヌクレアーゼ活性を持たないが、原核生物の PolX には 3'-5' エキソヌクレアーゼ活性を持つものが多い。ただし、原核生物 PolX の役割はまだよく分かっていない。

### Family Y
このファミリーの特徴は無損傷のDNAに対する忠実度が低く、逆に損傷を受けたDNAでも複製できる点にある。損傷乗り越え複製(translesion sythesis; TLS)によってエラー無しに、もしくはエラーを無視して複製できるようになるが、後者の場合変異率は上昇する。色素性乾皮症のバリアント型(XPV)の患者は、UV損傷をエラー無しに修復できるPol ηに変異があり、代わりにエラーを無視するPolζ（これはfamily Bのポリメラーゼである）が働くため、発ガンしやすい傾向がある。ヒトには他にPol ι・Pol κ・Rev1というメンバーが知られている。大腸菌ではPol IV (DinB)とPol V (UmuDC)が知られている。

### Family RT
これはRNA 依存性 DNA ポリメラーゼ（逆転写酵素）であり、レトロウイルスや、真核生物のテロメラーゼが該当する。

## 典型的な組成

### 細菌
細菌では6種のDNAポリメラーゼがある。
- Pol I: DNA修復に関わる。5'→3'と3'→5'の両方のエキソヌクレアーゼ活性を持つ。
- Pol II: 損傷DNAの複製に関わる。3'→5'エキソヌクレアーゼ活性を持つ。
- Pol III: DNA複製に関わる中心的なポリメラーゼ。3'→5'エキソヌクレアーゼ活性を持つ。
- Pol IV: family Yに属するポリメラーゼ。
- Pol V: family Yに属するポリメラーゼ。
- Pol X: family X に属するポリメラーゼ。大腸菌は持たない。

### 古細菌
クレン古細菌
- Pol BI: family B。複製に関与？Pol εとの相同性がある。
- Pol BII: family B。複製に関与？Pol αやδなどと相同性がある。
- Dbh: family Yに属するポリメラーゼ。
- Dpo4: family Yに属するポリメラーゼ。

ユーリ古細菌
- Pol BI: family B。リーディング鎖でのDNA複製に関与？ただし遺伝子を破壊しても培養可能な場合がある。
- Pol D: family D。複製系酵素。ラギング鎖でのDNA複製に関与？

### 真核生物
真核生物では15以上のDNAポリメラーゼがある 。
- Pol α: 最初はプライマーゼとしてRNAプライマーを合成し、その後DNAポリメラーゼとして働く。およそ20塩基ほど合成すると[3]ラギング鎖ではPol δに、リーディング鎖ではPol εに交替する。
- Pol β: DNA修復に関わる。
- Pol γ: ミトコンドリアDNAを複製する。
- Pol δ: ラギング鎖でのDNA複製に関わる中心的なポリメラーゼ。効率が良く3'→5'エキソヌクレアーゼ活性を持つ。
- Pol ε: リーディング鎖でのDNA複製に関わる中心的なポリメラーゼ。効率が良く3'→5'エキソヌクレアーゼ活性を持つ [4]。
- Pol η・Pol ι・Pol κ・Rev1・Pol ζ: 損傷乗り越え複製に関わる [5]。

他にθ・λ・φ・σ・μなどが知られているが良く研究されていない。
真核生物のDNAポリメラーゼは5'-3'エキソヌクレアーゼ活性を持たないためプライマーの除去ができず、別個に酵素を必要とする。鎖伸長に関わるポリメラーゼ（γ・δ・ε）だけが3'-5'エキソヌクレアーゼ活性を持っている。